# Нікольське (Торбеєвський район)
Ніко́льське (рос. Никольское, ерз. Никольское) — село у складі Торбеєвського району Мордовії, Росія. Адміністративний центр Нікольського сільського поселення.
Населення — 432 особи (2010; 464 у 2002).
Національний склад станом на 2002 рік:
- росіяни — 80 %